# Новоолександрівська сільська рада (Нововоронцовський район)
Новоолекса́ндрівська сільська́ ра́да — адміністративно-територіальна одиниця та орган місцевого самоврядування в Нововоронцовському районі Херсонської області. Адміністративний центр — село Новоолександрівка.

## Загальні відомості
Новоолександрівська сільська рада утворена в 1977 році.
- Територія ради: 165,1 км²
- Населення ради: 1 319 осіб (станом на 2001 рік)
- Водоймища на території, підпорядкованій даній раді: річка Дніпро, Каховське водосховище

## Населені пункти
Сільській раді підпорядковані населені пункти:
- с. Новоолександрівка

## Склад ради
Рада складається з 16 депутатів та голови.
- Голова ради: Грибанов Микола Володимирович
- Секретар ради: Деркач Олена Володимирівна

### Керівний склад попередніх скликань
| Прізвище, ім'я, по батькові   | Основні відомості                                                 | Дата обрання | Дата звільнення |
| ----------------------------- | ----------------------------------------------------------------- | ------------ | --------------- |
| Грибанов Микола Володимирович | Сільський голова, 1963 року народження, освіта вища               | 26.03.2006   | 31.10.2010      |
| Грибанов Микола Володимирович | Сільський голова, 1963 року народження, освіта вища, безпартійний | 31.10.2010   |                 |

Примітка: таблиця складена за даними сайту Верховної Ради України

### Депутати
За результатами місцевих виборів 2010 року депутатами ради стали:

#### За суб'єктами висування
| Суб'єкт висування           | Кількість обраних депутатів | %    |
| --------------------------- | --------------------------- | ---- |
| Партія регіонів             | 15                          | 93,8 |
| Комуністична партія України | 1                           | 6,3  |

#### За округами
| № округу                    | Прізвище, ім'я, по батькові     | Дата визнання обраним | Освіта             | Партійна приналежність | Відомості про обраного депутата                                       |
| --------------------------- | ------------------------------- | --------------------- | ------------------ | ---------------------- | --------------------------------------------------------------------- |
| Комуністична партія України |                                 |                       |                    |                        |                                                                       |
| 3                           | Щербак Валерій Миколайович      | 03.11.2010            | середня спеціальна | позапартійний          | тимчасово не працює                                                   |
| Партія регіонів             |                                 |                       |                    |                        |                                                                       |
| 1                           | Дикуха Тетяна Анатоліївна       | 03.11.2010            | вища               | позапартійна           | Новоолександрівська загальноосвітня школа-дитсадок, вчитель           |
| 2                           | Світлична Анна Прокопівна       | 03.11.2010            | вища               | позапартійна           | Новоолександрівська загальноосвітня школа-дитсадок, вчитель           |
| 4                           | Швиденко Оксана Миколаївна      | 03.11.2010            | вища               | позапартійна           | Новоолександрівська загальноосвітня школа-дитсадок, вчитель           |
| 5                           | Шапошніков Олександр Михайлович | 03.11.2010            | вища               | позапартійний          | ВАТ «Придніпровське», завідувач автогаража                            |
| 6                           | Лейченко Тетяна Петрівна        | 03.11.2010            | середня            | позапартійна           | ВАТ «Придніпровське», свинарка                                        |
| 7                           | Деркач Олена Володимирівна      | 03.11.2010            | вища               | позапартійна           | Новоолександрівська сільська рада, секретар                           |
| 8                           | Мироєвський Дмитро Прокопович   | 03.11.2010            | середня спеціальна | позапартійний          | пенсіонер                                                             |
| 9                           | Кузьо Тетяна Василівна          | 03.11.2010            | середня спеціальна | позапартійна           | Новоолександрівський фельдшерсько-акушерський пункт, фельдшер -акушер |
| 10                          | В'юнченко Ганна Михайлівна      | 03.11.2010            | середня спеціальна | позапартійна           | ВАТ «Придніпровське», старший економіст                               |
| 11                          | Петрук Сергій Адамович          | 03.11.2010            | середня спеціальна | позапартійний          | ВАТ «Придніпровське», механізатор                                     |
| 12                          | Лємєшова Тетяна Володимирівна   | 03.11.2010            | вища               | позапартійна           | Новоолександрівська загальноосвітня школа-дитсадок, вчитель           |
| 13                          | Білоус Раїса Іванівна           | 03.11.2010            | вища               | позапартійна           | пенсіонер                                                             |
| 14                          | Терещенко Ліна Віталіївна       | 03.11.2010            | вища               | позапартійна           | Новоолександрівська загальноосвітня школа-дитсадок, вчитель           |
| 15                          | Ващенко Лариса Василівна        | 03.11.2010            | вища               | позапартійна           | ВАТ «Придніпровське», головний бухгалтер                              |
| 16                          | Блоха Семен Миколайович         | 03.11.2010            | середня спеціальна | позапартійний          | Пансіонат «Блакитна затока», директор                                 |

## Населення
Згідно з переписом УРСР 1989 року чисельність наявного населення села становила 1331 особа, з яких 636 чоловіків та 695 жінок.
За переписом населення України 2001 року в селі мешкало 1335 осіб.

### Мова
Розподіл населення за рідною мовою за даними перепису 2001 року:
| Мова       | Відсоток |
| ---------- | -------- |
| українська | 94,84 %  |
| російська  | 4,32 %   |
| молдовська | 0,15 %   |
| білоруська | 0,08 %   |
| вірменська | 0,08 %   |
| інші       | 0,53 %   |